# Urbanitatis Veteris
 Urbanitatis Veteris  è un'enciclica di papa Leone XIII, datata 20 novembre 1901, scritta all'Episcopato cattolico della Grecia sulla fondazione del Seminario cattolico di Atene.